# Ramal ferroviario Villa Mercedes-Villa Dolores
El Ramal Villa Mercedes - Villa Dolores pertenece al Ferrocarril San Martín.

## Ubicación
Se halla en las provincias de Córdoba (en el departamento San Javier) y San Luis (en los departamentos General Pedernera, Coronel Pringles, Chacabuco y Junín).

## Características
Es un ramal secundario que pertenecía a la red del Ferrocarril San Martín con una extensión de 226 km. En 1993 ha sido transferido a la Provincia de San Luis. Este ramal, que antes se denominaba SM19, no se encuentra conectado a la Red Ferroviaria Nacional y es operado por el Ferrocarril Provincial de San Luis cuyo nombre comercial es FerroZAL. El ramal se encuentra en condiciones de circulación aunque se encuentra cortado por la Autopista RN 7 y aún no se ha construido la variante para superar el obstáculo.

## Servicios
El ramal se encuentra en parte abandonado y sin servicio. Se encuentra activa la Estación Villa Mercedes por donde transitan trenes de carga de la empresa provincial FerroZAL que corre dos servicios semanales con destino a Puerto General San Martín (SF) con carga general y a Domingo Cabred (BA) con piedra para balasto. El ramal a Villa Dolores se encuentra en reparaciones, se utiliza un tren de trabajo con un locotractor Cockerill. En 2013 las tareas llegaban a la localidad de La Toma, estando el tramo desde Villa Mercedes, pasando por W Getz, Juan Llerena en condiciones de uso.

## Historia
El tramo entre Villa Mercedes y La Toma fue construido por el Ferrocarril Noroeste Argentino a La Rioja en los primeros años de la década de 1880. En 1886 el Ferrocarril Andino compra este ramal y lo extiende hasta Villa Dolores.
En 1909 es vendido al Ferrocarril Buenos Aires al Pacífico.
Durante las estatizaciones ferroviarias de 1948, pasa a formar parte del Ferrocarril San Martín.

## Imágenes

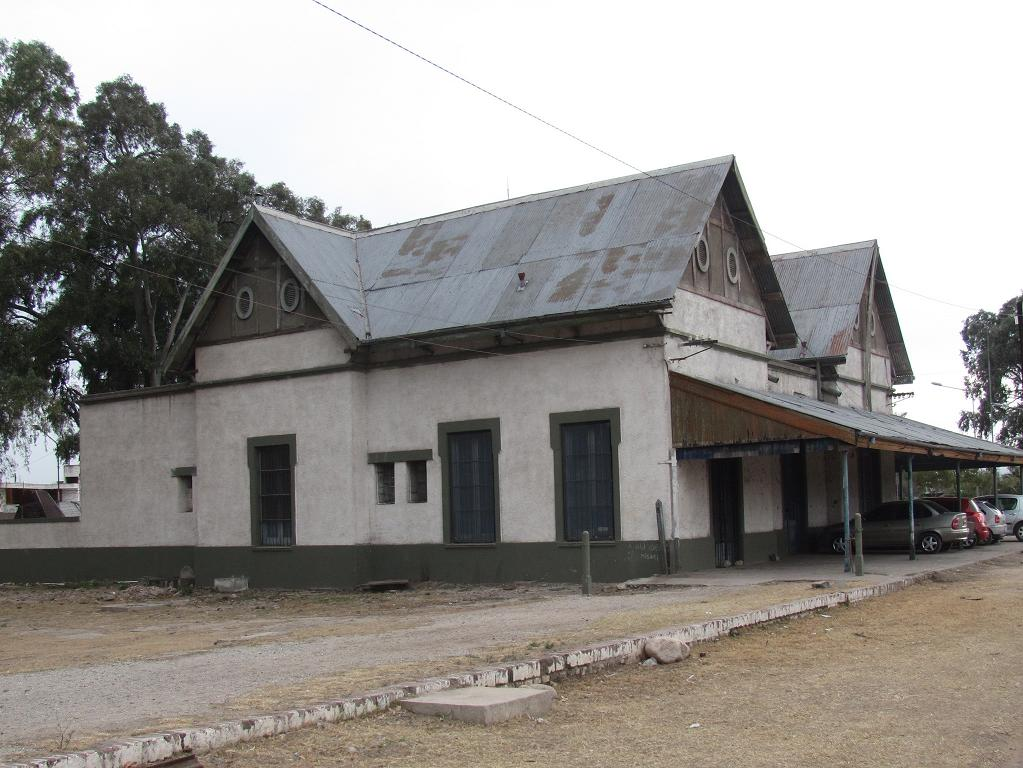
Estación Villa Dolores
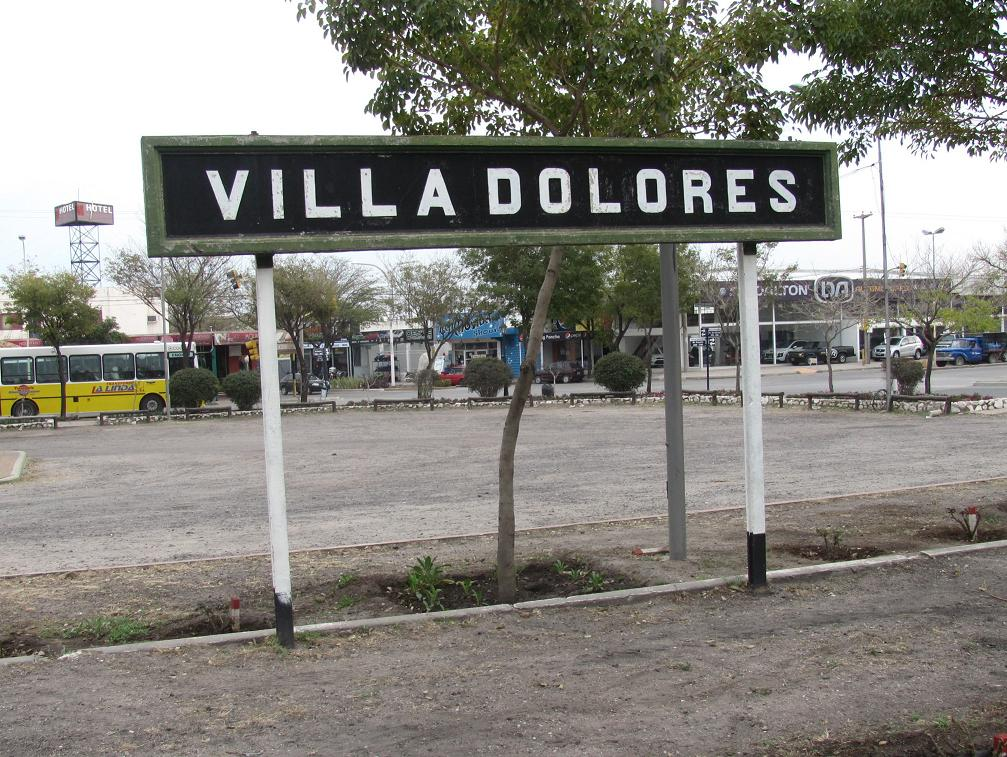
Nomenclador Villa Dolores
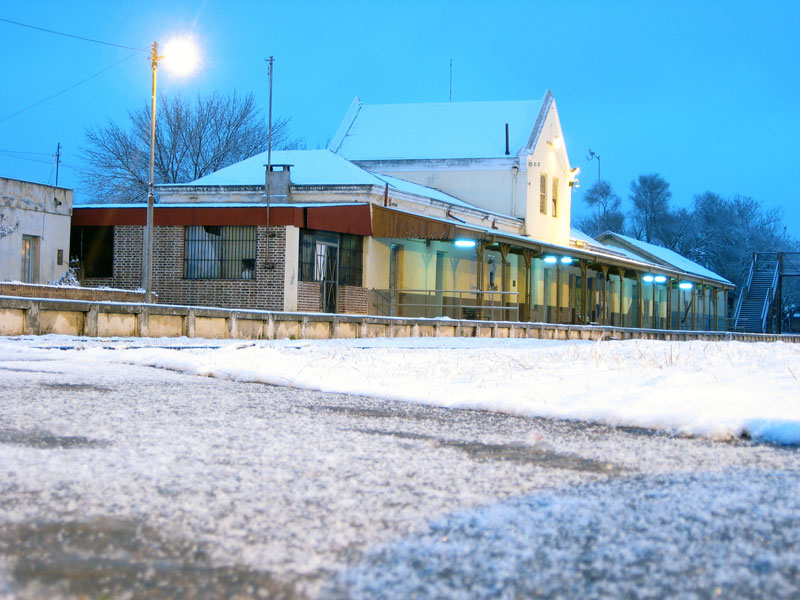
Estación Villa Mercedes
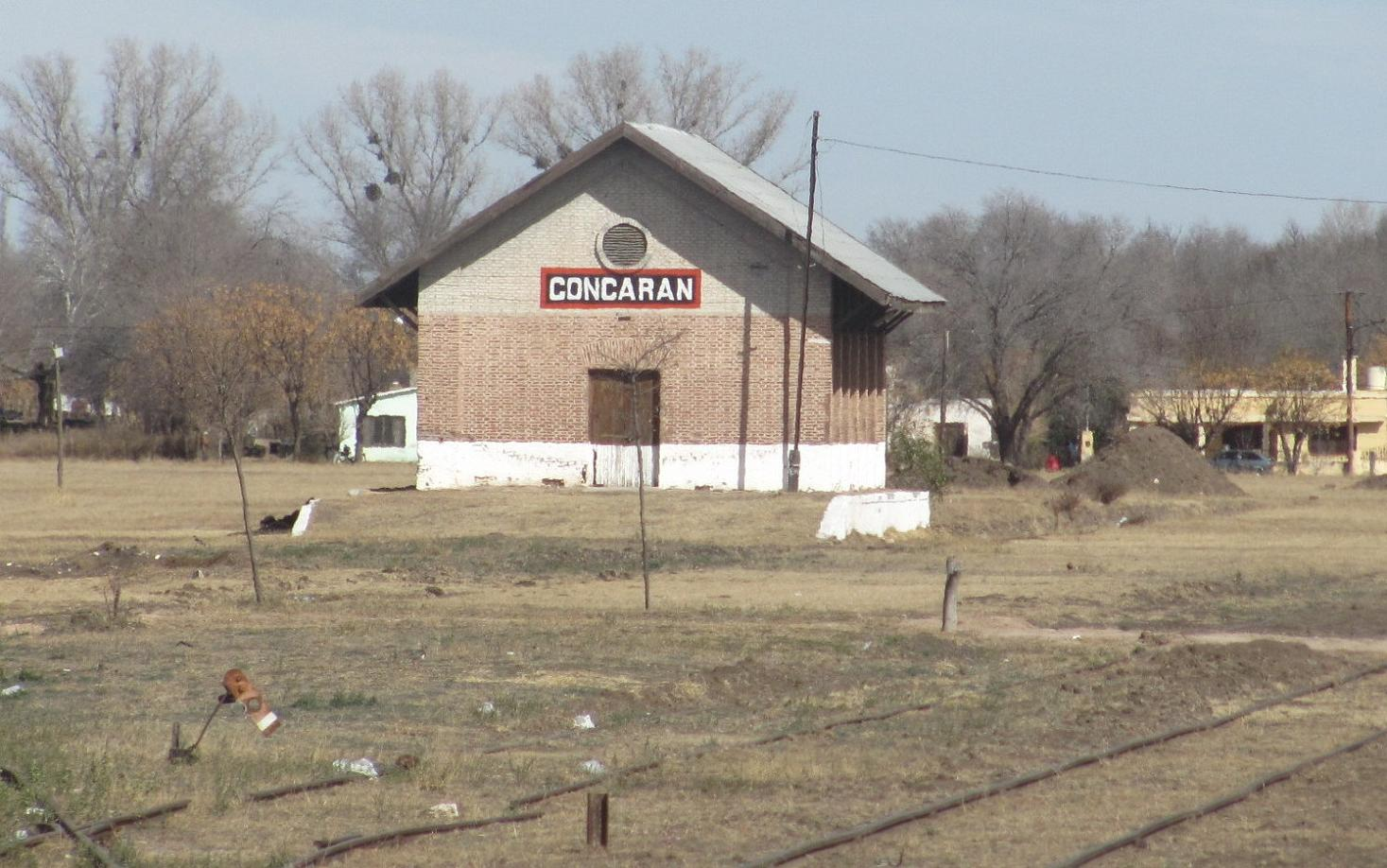
Estación Concarán